# Тавжель, Андрей
Андрей Тавжель (словен. Andrej Tavželj; род. 14 марта 1984, Ковор, Кочевье) — словенский хоккейный защитник и тренер. Обладатель кубка Братины в 2015 году. Игрок сборной Словении.

## Карьера

### Клубная
Воспитанник школы клуба «Триглав» из Крани. С 2000 по 2005 годы Андрей выступал за его основной состав в Словенской хоккейной лиге. В сезоне 2004/2005 провёл шесть игр за команду «Славия» из Любляны. С 2005 по 2010 годы выступал на позиции защитника в другой люблянской команде — «Олимпии», выиграв чемпионат страны в сезоне 2006/2007. С сезона 2007/2008 Андрей выступал за «Олимпию» в Австрийской хоккейной лиге.
Сезон 2009/2010 он провёл в Италии в составе команды «Кортина», следующий сезон провёл в стане клуба «Понтебба». В сезоне 2011/2012 Тавжель играл уже за словенский клуб « Акрони Есенице», в котором был ещё и капитаном команды, за этот сезон ему удалось в 37 играх набрать 10 очков (5 голов + 5 результативных передач). В январе 2012 года Тавжель перешёл в словацкий «Попрад», где и завершил сезон, а следующий хоккейный сезон начал в составе французской команды «Руан». 6 мая 2014 года подписал контракт с клубом из России — нефтекамским «Торосом».

### В сборной
Андрей Тавжель дебютировал в составе сборной Словении в 2002 году на чемпионате мира среди юниоров не старше 18 лет, а в 2004 году появился и на чемпионате мира среди молодёжных команд. В основной сборной Словении он регулярно выступает с 2008 года, когда сыграл на чемпионате мира в Канаде. В его активе значатся первые дивизионы чемпионатов мира 2009, 2010, 2012 и 2014 годов, а также основные чемпионаты мира 2011, 2013 и 2015 годов. Участник зимних Олимпийских игр 2014 в Сочи.